# Oncle Archibald
Albums de Georges Brassens
Je me suis fait tout petit
(1956) Le Pornographe
(1958)
Oncle Archibald est le cinquième album édité en France du chanteur Georges Brassens. Sorti sans titre à l'origine, il est identifié par celui de la première chanson du disque. L’édition originale est sortie en septembre 1957.

## Édition originale de l’album
Septembre 1957 : Disque microsillon 33 tours/25cm, Minigroove/Philips, n°5 (N 76.074 R).
– Pochette : photo réalisée par Choura.
– Enregistrement : monophonique.

### Interprètes
- Georges Brassens : chant, guitare.
- Pierre Nicolas : contrebasse.
- Antoine Schessa : seconde guitare.

### Chansons
Sauf indication contraire, toutes les chansons sont écrites et composées par Georges Brassens.
Face 1
| No | Titre                                        | Durée      |
| -- | -------------------------------------------- | ---------- |
| 1. | Oncle Archibald                              | 3 min 29 s |
| 2. | L’Amandier, du film Porte des Lilas          | 2 min 21 s |
| 3. | La Marche nuptiale                           | 3 min 56 s |
| 4. | Au bois de mon cœur, du film Porte des Lilas | 3 min 01 s |

Face 2
| No | Titre                           | Paroles                | Durée      |
| -- | ------------------------------- | ---------------------- | ---------- |
| 1. | Celui qui a mal tourné          |                        | 2 min 30 s |
| 2. | Grand-père                      |                        | 3 min 58 s |
| 3. | Les Lilas                       |                        | 2 min 45 s |
| 4. | Les Philistins                  | Poème de Jean Richepin | 1 min 45 s |
| 5. | Le Vin, du film Porte des Lilas |                        | 2 min 49 s |

## Discographie liée à l’album

### Disques45 tours
Seules les premières éditions sont listées ci-dessous ; la plupart de ces disques ayant fait l’objet de rééditions jusqu’en 1966.
Identifications :
SP (Single Playing) = Microsillon 45 tours/17 cm (2 titres).
EP (Extended Playing) = Microsillon 45 tours/17 cm (4 titres), ou super 45 tours.
- 1956 : SP Minigroove/Philips (N 372.461 F).

– Face 1 : Au bois de mon cœur (du film de René Clair, Porte des Lilas).
– Face 2 : Le vin.
- 1956 : SP Minigroove/Philips (N 372.520 F).

– Face 1 : Celui qui a mal tourné.
– Face 2 : Oncle Archibald.
- Octobre 1957 : SP Philips, coll. « Succès » (B 372.461 F).

– Face 1 : Au bois de mon cœur (du film de René Clair, Porte des Lilas).
– Face 2 : Le vin (du film de René Clair, Porte des Lilas).
- 1957 : Georges Brassens chante les poètes de tous les temps, EP Philips, 7e série (432.288 BE).

– Face 1 : La légende de la nonne (Poème de Victor Hugo) – Philistins (Poème de Jean Richepin).
– Face 2 : Colombine (Poème de Paul Verlaine) – Ballade des dames du temps jadis (Poème de François Villon).
- 1957 : BO du film Porte des Lilas, EP Philips, 8e série (432.289 BE).

– Face 1 : Au bois de mon cœur – Comme hier.
– Face 2 : L’amandier – Le Vin.
- Février 1962 : EP Philips, 14e série (432.747 BE).

– Face 1 : La marche nuptiale - Les lilas.
– Face 2 : Oncle Archibald - Celui qui a mal tourné.

### Rééditions de l’album
Identifications :
LP (Long Playing) = Microsillon 33 tours/25cm
CD (Compact Disc) = Disque compact
- 1957 : LP Philips (B 76.074 R).
- 2003 : Digipak avec réplique recto/verso de la pochette originale, CD Mercury/Universal (077 242-2).
- Novembre 2010 : Réplique recto/verso de la pochette originale, CD Mercury/Universal (274 898-3)[5].